# Can Mariner (Santa Coloma de Gramenet)
|  | Aquest article tracta sobre Can Mariner de Santa Coloma de Gramanet. Vegeu-ne altres significats a «Can Mariner (Desambiguació)». |

Can Mariner és un antic mas del municipi de Santa Coloma de Gramenet. És un vestigi del passat agrícola del municipi. L'edifici principal està format per un cos de planta baixa i pis amb una torre a l'extrem sud-oest de tres plantes. Disposa també d'altres volums auxiliars adossats afegits en èpoques posteriors.

## Estructura arquitectònica
A la façana principal destaquen l'arc de punt rodó, un portal adovellat i les finestres rectangulars disposades de forma asimètrica. La torre i la resta de dependències annexes li donen un aspecte atípic. A més a més, la seva singularitat és potència amb la seva posició obliqua dins la trama urbana, exempta de paral·lelismes amb les façanes i carres del seu entorn. L'edifici comprèn un conjunt de cobertes a dues aigües i ràfecs imbricats de teula àrab sobre encavallades de fusta. A l'interior es poden observar les voltes de canó que apareixen a la planta baixa combinades amb una estructura de biguetes de fusta i cassetons ceràmics sobre grans murs de pedra.

## Història
El mas està situat a prop del centre, al barri de Can Mariner, un dels més densificats de ciutat. A partir dels anys 60, aquesta masia va quedar absorbida pel teixit urbà deixant al seu voltant un espai públic residual. Aquest espai és que queda entre la masia i els diferents edificis que l'envolten amb unes mitgeres que varien la seva alçada entre una i cinc plantes. A l'extrem sud hi ha una rampa que connecta la plaça amb el carrer de les Roselles, que inicia el seu traçat en aquest punt.
No hi ha dades històriques del mas. Es coneix que a principis del segle xix pertanyia a la família Mariné. En la relació de Masos de l'any 1820 hi consta que el nom del propietari era el de Francesc Salvatella, alies Mariné. Darrerament, en part de la segona meitat del segle xix, la finca era propietat dels Roviralta.
El darrer Roviralta era metge de Gràcia, autor d'un petit tractat de toxicologia dels aliments i era home d'estudi. posseïa una gran biblioteca. Fa alguns anys, la finca passa, dels seus fills a una empresa immobiliària (vers l'any 1956). Dels sis lots en què es repartia l'heretat, en resta un lot que comprenia el mas i un tros de terreny, lot que l'ajuntament sembla que compra al besnet del Dr. Roviralta. amb destí a centre cultural popular i zona verda.
L'any 1985 l'arquitecte colomenc Xavier Valls projecta la restauració i recuperació de la masia com a casal, i al seu entorn s'urbanitza una plaça tancada amb una agosarada estructura de formigó vist que abraça la masia i, alhora, emmascara les construccions del voltant. La intervenció a la plaça i a la casa de Can Mariner va suposar dotar al barri dels primers elements de centralitat, identificació i qualificació que no tenia, a més d'enllaçar-lo amb les vies principals del Fondo i del Centre, quedant d'aquesta manera lligats els tres barris.